# Pelargonium capillare
Pelargonium capillare là một loài thực vật có hoa trong họ Mỏ hạc. Loài này được Willd. mô tả khoa học đầu tiên.